# Nils Tillberg
Nils Hjalmar Tillberg, född 2 december 1891 i Stockholm, död 18 november 1963 i Hägersten, var en svensk skådespelare.
Tillberg spelade åren 1909–1911 mindre roller på Dramaten.

## Filmografi
- 1920 – Klostret i Sendomir

## Teater

### Roller (ej komplett)
| År   | Roll | Produktion                     | Regi | Teater      |
| ---- | ---- | ------------------------------ | ---- | ----------- |
| 1911 |      | Papageno Rudolf Kneissl        |      | Folkteatern |
| 1911 |      | Ljusets riddarvakt Ture Nerman |      | Folkteatern |